# Paradoxostoma pilosum
Paradoxostoma pilosum is een mosselkreeftjessoort uit de familie van de Paradoxostomatidae. De wetenschappelijke naam van de soort is voor het eerst geldig gepubliceerd in 1913 door Kajiyama.